# Nikolái Lorer
Nikolái Ivanovich Lorer en ruso: Николай Иванович Лорер (1794 o 1798 - mayo de 1873, Poltava); de los nobles de la provincia de Jersón, participó en la guerra patriótica en 1812 y revueltas civiles decembrista, miembro de la sociedad secreta del norte (desde mayo de 1824) y Decembrista (aceptado por E. P. Obolenski desde 1824) autor de memorias sociales. Las notas de Lorer resuman sinceridad, no son sofisticadas y llenas de significado.